# 愛の力 (平家みちよの曲)
「愛の力」（あいのちから）は、平家みちよの8枚目のシングル。2000年8月9日発売。

## 概要
初回特典としてトレーディングカード1種が封入。

## 収録曲
（全作詞・作曲：つんく）
1. 愛の力
編曲：AKIRA
2. 都会の夜
編曲：鈴木俊介
3. 愛の力（Instrumental）

## 参加ミュージシャン
愛の力
- 全ての楽器&ボイス：AKIRA
- コーラス：つんく